# Bronwyn Eagles
Pour les articles homonymes, voir Eagles (homonymie).
Bronwyn Eagles (née le 23 août 1980 à Camden) est une athlète australienne spécialiste du lancer du marteau.

## Carrière
Bronwyn Eagles se fait connaître tout d'abord en gagnant un concours junior en Australie, puis six nationaux. 
Elle établit un record d'Océanie du lancer de marteau avec 71,12 m le 6 février 2003 à Adelaide, qui ne sera battu qu'en 2019 par Julia Ratcliffe.
En 2004, elle fait sa première participation aux Jeux Olympiques d'Athènes.
En 2006 elle part à la retraite.
Deux ans plus tard, en 2008, elle réintègre la compétition, ce qui lui permet de gagner son sixième titre national aux concours nationaux d'Australie.

### Palmarès
| Date | Compétition            | Lieu       | Résultat | Performance |
| ---- | ---------------------- | ---------- | -------- | ----------- |
| 2001 | Championnats du monde  | Edmonton   | 3e       | 68,87 m     |
| 2002 | Jeux du Commonwealth   | Manchester | 2e       | 65,24 m     |
| 2003 | Championnats du monde  | Paris      | 15e      | 64,97 m     |
| 2004 | Jeux olympiques        | Athènes    | 32e      | 64,09 m     |
| 2010 | Championnats d'Océanie | Cairns     | 1re      | 62,99 m     |
| 2010 | Jeux du Commonwealth   | Delhi      | 5e       | 63,43m      |

### Records
| Épreuve           | Performance | Lieu     | Date           |
| ----------------- | ----------- | -------- | -------------- |
| Lancer du marteau | 71,12 m     | Adélaïde | 6 février 2003 |